# Bendungan (Pangenan)
Bendungan is een bestuurslaag in het regentschap Cirebon van de provincie West-Java, Indonesië. Bendungan telt 3267 inwoners (volkstelling 2010).